# 蘭珠堂薬本舗
『蘭珠堂薬本舗』（らんじゅどうくすりほんぽ）は、浅見侑による日本の漫画作品。『プリンセスGOLD』（秋田書店）2009年3+4月号に読み切り掲載された後、2013年1月号までシリーズ連載された。

## あらすじ
列車の脱線事故によって、大好きだったサッカーを今までのように出来なくなった波多野和貴は、入院中に彼女にも振られ、ますます絶望感に苛まされ、死にたいと思ってしまう。和貴はネットで「蘭珠堂薬本舗」という不思議な名前の店を見つけ、訪れてみることにする。蘭珠堂は表向きは「シャマシャナ」という喫茶店だったが、美しい男性店主は、和貴の思いをくみ取り、意識体となり、死後の世界を見られる薬を処方してくれる。

## 登場人物
波多野 和貴（はたの かずき）
高校生。サッカー少年だったが、列車の脱線事故で大怪我を負い、足に後遺症が残り、満足にプレーができなくなる。退院後は明るく振る舞っていたが、PTSDを発症し、絶望感に苛まされる。死にたいと思ってしまい、ネットでたまたま蘭珠堂薬本舗を見つける。仮死状態となり、自分の死後の世界を見て、ミユの言葉で心を救われ、死ぬのをやめ、棺が閉じられる直前に息を吹き返した。シャマシャナでバイトを始める。
蘭珠（らんじゅ）
長髪で美形の男性。表向きは喫茶店シャマシャナ、本業は薬屋をやっている。客に合う薬を処方してくれる。
篠田 コウ（しのだ コウ）
シャマシャナの責任者。
ヒデヲ
蘭珠堂の人の言葉を話すオスの三毛猫。
篠田 ミユ（しのだ ミユ）
コウの妹。和貴と同じ列車事故に遭い、和貴に助けられた。

## 単行本
- 浅見侑 『蘭珠堂薬本舗』 秋田書店〈プリンセスコミックス〉、全2巻
  1. 2012年2月16日発売 ISBN 978-4-253-19636-9
  2. 2013年2月15日発売 ISBN 978-4-253-19637-6